# Georges Tapie
Georges Tapie, francoski veslač, * 19. februar 1910, Bône, Francoska Alžirija, † 2. januar 1964, Avranches, Spodnja Normandija.
Tapie je v dvojcu s krmarjem na Poletnih olimpijskih igrah 1936 v Berlinu osvojil bronasto medaljo.